# Bertrand Laquait
Bertrand Laquait (Vichy, 13 d'abril de 1977) és un futbolista francès, que ocupa la posició de porter. Ha militat a l'AS Nancy del seu país natal. Entre 2002 i 2009 va jugar 184 partits amb el Charleroi belga, sent cedit al Recreativo de Huelva la temporada 06/07. El 2009 retorna a França per jugar amb el modest Évian Thonon Gaillard FC, a la tercera divisió del país.